# クリストファー・ランドン
クリストファー・ランドン（Christopher Guy Landon、1911年3月26日 - 1961年4月26日）は、イギリスの作家。

## 人物
ケンブリッジのランシング・カレッジ、クレア・カレッジで医学を専攻した。1936年、インターンのとき、ロンドンの株式市場の取引員となり、1949年まで籍を置いた。第二次世界大戦で北アフリカ戦線（カッターラ低地でのエル・アラメインの戦いなど）、イラク、シリア、アラビア、パレスチナなどで活躍した。1944年、戦傷のために帰国。陸軍少佐まで昇進し、軍籍を離れて種々の職業を経て42歳で作家生活を始めたが、50歳でアルコール中毒などによりロンドン北部で亡くなった。

## 作品
- A Flag in the City（1953年）
- Stone Cold Dead in the Market（1955年）
- Hornets'Nest（1956年）
- Ice-Cold in Alex（1957年） - Host sands of Hellとも。映画版「恐怖の砂」（主演ジョン・ミルズ、イギリス、1958年）
- The Shadow of Time（1957年） - Unseen Enemyとも。
  - 丸谷才一訳『日時計』創元推理文庫、新版2014年
- The Mirror Room（1960年）
- Dead Men Rise Up Never（1963年）